# Svista
Svista är en by i Bälinge socken cirka 8 kilometer norr om Uppsala.

## Historia
Byn är ett -sta namn, och förmodligen forntida. Förleden svi syfta förmodligen på en blöt sänka som funnits intill byn. Det nu skadade gravfältet RAÄ 136:1 Bälinge är bygravfält, vilket idag delvis är bortschaktat med 12 kvarvarande gravar. Intill byn finns även en ensam hög (RAÄ 134:1 Bälinge) och en hög (RAÄ 135:1 Bälinge)
Svista omtalas första gången 1385, då Kristian Envastdotter, änka efter Hans Skörbytta skänker jord i Svista till Uppsala domkyrka. 1388 pantsatte Erik Eriksson (Björnram?) en gård i Svista till Uppsala domkyrka, nära en gård han tidigare pantsatt dit. 1417 Uppsala domkyrka uppges 1417 ha en landbo i byn som räntar 3 pund korn och 4 penningar. 1446 sålde Peder Duva två gårdar i Svista till Bengt Gotskalksson (Ulv). Dennes son Knut Bengtsson (Ulv) ärvde 1453 två gårdar i Svista som han samma år säljer till sin bror Arent Bengtsson (Ulv).
1540-1568 omfattar byn ett mantal skatte, sju mantal frälse och ett mantal Sankt Eriksgods (efter 1553 ett halvt mantal).
Norra Upplands skvadron vid Livregementets dragonkår hade 1834 sin övnings- och mötesplats i byn.

## Samhället
Svista ligger längs länsväg C 600 ("gamla E4"). Tidigare fanns ett värdshus samt två bensinstationer. Svista Värdshus utnämndes till bästa vägkrog längs E4 något av åren i mitten av 1970-talet. Bensinstationerna började som Gulf (Gulf Inn) och Texaco och blev sedermera OKQ8 och Shell/Preem. Vid flytt av E4 till nya sträckningen förlorade man kundunderlag och både värdshus och mackar lades ner (värdshus 2007, OKQ8 2007 och Preem 2011).
Länsväg C 633 leder västerut mot Forkarby och länsväg C 695 leder österut mot Ärentuna och Storvreta.